# Crasiella clauseni
Crasiella clauseni is een buikharige uit de familie van de Planodasyidae. De wetenschappelijke naam van de soort werd voor het eerst geldig gepubliceerd in 2012 door Lee en Chang.